# Mycosphaerella genuflexa
Mycosphaerella genuflexa är en svampart som först beskrevs av Bernhard Auerswald, och fick sitt nu gällande namn av Johanson & Magnus 1912. Mycosphaerella genuflexa ingår i släktet Mycosphaerella och familjen Mycosphaerellaceae.   Inga underarter finns listade i Catalogue of Life.